# Celsa Iuit Moo
Celsa Iuit Moo (Xocchel, Yucatán, 17 de abril de 1938) es una artesana mexicana que se ha especializado en trabajar el soskil o fibra del henequén con diferentes técnicas para elaborar bolsos, carteras, sombreros, portavasos, tapetes de mesa o nacimientos navideños.

## Semblanza biográfica
Fue pionera en su comunidad en la producción de artesanías, labor que ha realizado durante más de cincuenta y ocho años. Utiliza el soskil en color natural el cual tiñe con la ayuda de anilina o tintes naturales.  Utiliza diferentes técnicas de tejido, como el trenzado, la margarita, el enrollado o el tejido en telar de cintura. 
Además de haber sido el eje económico de su propia familia, en 1994 agrupó a 24 familias para crear la Sociedad de Mujeres de Xocchel con la cual ha podido acceder a mayores recursos económicos para continuar y aumentar la producción de artesanías hechas con fibra de henequén. De manera individual ha ganados dos veces el Programa de Apoyo a las Culturas Municipales y Comunitarias. Para difundir sus creaciones ha visitado algunos de los estados de la república mexicana así como Dinamarca y Estados Unidos. Mediante el apoyo del Instituto de Cultura de Yucatán y del Departamento de Culturas Populares ha impartido cursos de artesanías en Atlanta, Georgia.

## Premios y distinciones
Su labor artesanal ha sido reconocida y premiada en diversas ocasiones:
- Primer lugar en el Concurso Estatal de Artesanías de Mérida, otorgado por la Dirección de Desarrollo Artesanal en 1992.
- Reconocimiento por su participación en los festejos conmemorativos del 127 aniversario de Ticul en 1994.
- Premio José Tec Poot otorgado por el Gobierno del Estado de Yucatán, FONART, el Instituto de Cultura de Yucatán, el Instituto Nacional Indigenista, la Dirección General de Culturas Populares y la Casa de las Artesanías de la ciudad de Mérida en 1995.
- Primer lugar en la categoría de fibras naturales en el 2.° Concurso Estatal Artesanal en Mérida, otorgado por el Ayuntamiento de Mérida, FONART, Fomento Cultural Banamex y la Fundación Haciendas del Mundo Maya en 2007.
- Premio Nacional de Ciencias y Artes en el área de Artes y Tradiciones Populares otorgado por la Secretaría de Educación Pública en 2009.